# Содинці
Содинці (словен. Sodinci) — поселення в общині Ормож, Подравський регіон‎, Словенія.